# Coleonyx fasciatus
Coleonyx fasciatus är en ödleart som beskrevs av  George Albert Boulenger 1885. Coleonyx fasciatus ingår i släktet Coleonyx och familjen geckoödlor. IUCN kategoriserar arten globalt som livskraftig. Inga underarter finns listade i Catalogue of Life.